# Stanisłau Hawaruszkin
Stanisłau Mikałajewicz Hawaruszkin (biał. Станіслаў Мікалаевіч Гаварушкін, ros. Станислав Николаевич Говорушкин, Stanisław Nikołajewicz Goworuszkin) – białoruski polityk, deputowany do Rady Najwyższej Republiki Białorusi XIII kadencji, w latach 1996–2000 deputowany do Izby Reprezentantów Zgromadzenia Narodowego Republiki Białorusi I kadencji.

## Życiorys
W 1995 roku mieszkał w Witebsku. Pełnił funkcję głównego lekarza Republikańskiego Centrum Rehabilitacji Medycznej Żołnierzy-Internacjonalistów. W drugiej turze uzupełniających wyborów parlamentarnych 10 grudnia 1995 roku został wybrany na deputowanego do Rady Najwyższej Republiki Białorusi XIII kadencji z witebskiego-czkałowskiego okręgu wyborczego nr 67. 19 grudnia 1995 roku został zarejestrowany przez centralną komisję wyborczą, a 9 stycznia 1996 roku zaprzysiężony na deputowanego. Od 23 stycznia pełnił w Radzie Najwyższej funkcję przewodniczącego Stałej Komisji ds. Praw Człowieka, Kwestii Narodowościowych, Środków Masowego Przekazu, Kontaktu ze Zjednoczeniami Społecznymi i Organizacjami Religijnymi. Był bezpartyjny, należał do popierającej prezydenta Alaksandra Łukaszenkę frakcji „Zgoda”. Od 3 czerwca był członkiem grup roboczych Rady Najwyższej ds. współpracy z parlamentem Republiki Mołdawii i z parlamentem Republiki Tureckiej.
Poparł dokonaną przez prezydenta kontrowersyjną i częściowo nieuznaną międzynarodowo zmianę konstytucji. 27 listopada 1996 roku przestał uczestniczyć w pracach Rady Najwyższej i wszedł w skład utworzonej przez prezydenta Izby Reprezentantów Zgromadzenia Narodowego Republiki Białorusi I kadencji. Pełnił w niej funkcję przewodniczącego Stałej Komisji ds. Pracy, Kwestii Socjalnych, Ochrony Zdrowia, Kultury Fizycznej i Sportu. Zgodnie z Konstytucją Białorusi z 1994 roku jego mandat deputowanego do Rady Najwyższej zakończył się 9 stycznia 2001 roku; kolejne wybory do tego organu jednak nigdy się nie odbyły. Jego kadencja w Izbie Reprezentantów zakończyła się 21 listopada 2000 roku.

## Nagrody i odznaczenia
- Gramota Pochwalna Zgromadzenia Narodowego Republiki Białorusi (5 maja 1999) – za aktywny udział w ruchu międzynarodowym i w związku z dziesięcioleciem wyprowadzenia wojsk radzieckich z Afganistanu[6].